# Sister Act - Una svitata in abito da suora
Sister Act - Una svitata in abito da suora (Sister Act) è un film del 1992, diretto da Emile Ardolino. Ebbe un grande successo, motivo per cui fu girato il seguito Sister Act 2 - Più svitata che mai (1993).

## Trama
Deloris Wilson, in arte Van Cartier, è l'esuberante solista di un trio musicale femminile in stile anni sessanta, "The Ronelles" (parodia delle Ronettes), che si esibisce al Moonlight Lounge, un casinò di Reno, in Nevada. Deloris è anche l'amante del proprietario del locale, Vince LaRocca, che all'insaputa della donna conduce loschi affari e il casinò ne è la copertura.
Vince, che pur sostenendo di amarla tantissimo si rifiuta di divorziare dalla moglie, una sera ha l'ennesimo litigio con Deloris, al termine del quale i due si lasciano in malo modo. Per farsi perdonare, l’uomo fa spedire all’amante una bellissima pelliccia viola, che però lei scopre appartenere alla moglie Connie. Offesa da questo gesto superficiale, Deloris va nel suo ufficio per restituirglielo e scaricare l'uomo definitivamente, ma finisce con l'assistere involontariamente all'esecuzione di Ernie, l’autista personale di Vince, colpevole di aver fatto una soffiata alla polizia il giorno prima. Deloris, visibilmente spaventata, si dà alla fuga: Vince le sguinzaglia dietro i suoi due tirapiedi Willy e Joey, ma la donna riesce a raggiungere la stazione di polizia, dove il tenente Eddie Souther la mette al corrente delle attività criminali di Vince e le chiede di deporre contro l'ex amante in qualità di testimone chiave. Il processo, però, si terrà solo di lì a un paio di mesi: nel frattempo Deloris dovrà nascondersi sotto falsa identità nel convento di Santa Caterina a San Francisco, California. Nonostante molte proteste e la titubanza della stessa Madre Superiora del convento, Deloris diventa suo malgrado una suora, assumendo l'identità di Suor Maria Claretta.
La vita monastica non fa decisamente per la donna, che sin dall'inizio si rivela insofferente alle rigide regole e all'atmosfera tranquilla del convento, ma, grazie al suo carattere estroverso, stringe ben presto amicizia con tre consorelle: la scorbutica Maria Lazzara, la simpatica Maria Patrizia e la timida novizia Maria Roberta. Un giorno, a seguito dell'ennesimo richiamo per indisciplina, la Madre Superiora dispone che suor Maria Claretta dovrà entrare nello scalcagnato coro del convento, diretto da Suor Maria Lazzara: la donna spera in tal modo non solo di riuscire finalmente a frenare la scatenata Maria Claretta, ma anche che la cantante sia d'aiuto per il coro. Maria Claretta dispensa saggi consigli di canto al gruppo, che migliora visibilmente, e ne diventa la nuova direttrice. La domenica successiva, a Messa, il coro sorprende tutti intonando splendidamente il Salve Regina ed esibendosi subito dopo in una versione dello stesso inno rielaborato in stile rock. La performance scandalizza la Madre Superiora, ma viene sentita anche dalla gente per strada, che entra in chiesa attratta dalla novità. A cerimonia terminata, la rigida Madre Superiora rimprovera Maria Claretta e dispone che Maria Lazzara torni a ricoprire il ruolo di direttrice. Il parroco, Monsignor O'Hara, è però estasiato dalla bravura del coro e ne esalta le qualità: Maria Claretta coglie la palla al balzo e convince il prelato a permettere alle suore del convento di dedicarsi a migliorare la vita nel quartiere.
La celebrità del coro e l'apostolato delle suore attirano persino una troupe televisiva: Deloris evita per un pelo di farsi riprendere dalle telecamere. Il tenente Souther la raggiunge al convento per farle una ramanzina per poi assistere all'esibizione del coro per la Messa, che quella domenica presenta una versione gospel di My Guy (rielaborata con il titolo “My God”). Dopo la funzione, Monsignor O'Hara informa le suore che il Papa in persona ha chiesto di poter assistere egli stesso a un'esibizione del coro la domenica successiva. La Madre Superiora vorrebbe che per l'occasione il coro si attenesse a uno stampo più tradizionale, ma tutte le suore appoggiano lo stile di Maria Claretta, che quindi prevale. Qualche giorno dopo, Souther comunica a Deloris che la prima udienza del processo contro Vince è stata anticipata e che, quindi, potrà uscire dal convento in tempi brevi. La donna è scossa e malinconica, poiché nel frattempo si è affezionata al convento e alle suore. 
Souther, nel frattempo, è impegnato nella ricerca di una talpa al dipartimento di polizia che sta rivelando a Vince i nascondigli di tutti i testimoni. Questo si rivela essere il detective Tate, che prima di essere arrestato fa comunque in tempo a rivelare a Vince il nascondiglio di Deloris. Souther corre al convento a prenderla, ma lei non vuole abbandonare le consorelle prima del concerto. Tentando di sfuggirgli, viene catturata da Willy e Joey insieme a Maria Roberta. Quest'ultima riesce a scappare e informa Souther che i malviventi stanno portando suor Maria Claretta al Moonlight Lounge. Di fronte alla confusione scaturita dalla notizia, la Madre Superiora è costretta a rivelare alle consorelle la vera identità di Maria Claretta. Le suore del convento, tuttavia, non possono cantare senza di lei e decidono di andare loro stesse a Reno per salvare la loro amica.
Al casinò, intanto, Deloris è fatta prigioniera da Vince che ordina ai suoi scagnozzi di ucciderla. Willy e Joey però non se la sentono, ritenendo che Deloris sia diventata davvero una suora, nonostante Vince stesso si dica certo che la donna non lo sia affatto. Deloris riesce infine a scappare, mescolandosi tra le consorelle giunte in città per salvarla, e manda completamente in tilt i tre uomini. Alla fine, i malviventi riescono a intrappolare tutte le suore, ma Souther neutralizza Vince un momento prima che questi uccida Deloris: i tre uomini vengono finalmente arrestati.
Il concerto per il Papa può quindi svolgersi regolarmente: le suore, dirette un'ultima volta da Deloris, intonano I Will Follow Him, riscuotendo un successo trionfale e venendo acclamate da tutti, inclusi il Pontefice e la Madre Superiora, che ha infine riconosciuto la ventata di positività portata da Deloris nel convento.
Durante i titoli di coda, si vedono le copertine di numerose riviste che mostrano come Deloris, a seguito della sua singolare vicenda, sia divenuta una celebrità come cantante.

## Produzione
Le riprese si svolsero dal 23 settembre al 20 dicembre 1991 e vennero effettuate fra:
- Reno, Nevada: al Nevada Club, il casinò dove si esibisce Deloris; il Club Cal Neva, il casinò visto dalla finestra dall'appartamento di Deloris; al 195 di Virginia Street, presso la palazzina di Deloris; il Reno Main Post Office, gli esterni della stazione di polizia;
- Los Angeles, California: all'Hotel Ambassador;
- L'Aeroporto di Santa Monica.

Per la chiesa dove si rifugia Deloris vennero sfruttate: la chiesa di San Paolo di San Francisco, California; l'Hollywood United Methodist Church di Los Angeles, California e la St. Paul's Methodist Church di Reno, Nevada. Le riprese del prologo del film, che mostra la giovane Deloris durante gli anni scolastici, furono invece effettuate presso la Saint Thomas Aquinas Cathedral, sempre a Reno.

## Distribuzione
Uscì nei cinema statunitensi il 29 maggio 1992, mentre in Italia il 28 gennaio 1993.. Incassò 231 milioni di dollari, di cui 139 negli Stati Uniti.

### Adattamento italiano
L'edizione italiana del film è stata curata da Ruggero Busetti con la direzione di Pino Colizzi. Il doppiaggio italiano, invece, venne eseguito da International Recording con la collaborazione del Gruppo Trenta.

## Colonna sonora
1. Medley: (Love Is Like A) Heat Wave/My Guy/I Will Follow Him - Charlotte Crossley
2. Murder
3. Getting Into the Habit
4. Rescue Me - Fontella Bass
5. Hail Holy Queen - Whoopi Goldberg
6. Roll with Me Henry - Etta James
7. Gravy (For My Mashed Potatoes) - Dee Dee Sharp
8. My Guy (My God) - Whoopi Goldberg
9. Just a Touch of Love (Everyday)
10. Deloris Is Kidnapped
11. Nuns to the Rescue
12. Finale: I Will Follow Him ("Chariot") - Whoopi Goldberg
13. Shout - Whoopi Goldberg
14. If My Sister's in Trouble - Lady Soul

## Riconoscimenti
- 1993 - Golden Globe
  - Candidatura Miglior film commedia o musicale
  - Candidatura Migliore attrice in un film commedia o musicale a Whoopi Goldberg
- 1993 - MTV Movie Awards
  - Candidatura Miglior performance femminile a Whoopi Goldberg
  - Candidatura Miglior performance rivelazione a Kathy Najimy
  - Candidatura Miglior performance comica a Whoopi Goldberg
- 1993 - ASCAP Award
  - Top Box Office Films a Marc Shaiman
- 1992 - Artios Award
  - Candidatura Miglior casting per un film commedia a Judy Taylor, Lynda Gordon, Geoffrey Johnson, Vincent Liff e Andrew M. Zerman
- 1994 - Image Award
  - Miglior film
  - Miglior attrice protagonista a Whoopi Goldberg
- 1993 - People's Choice Awards
  - Miglior film commedia
- 1993 - American Comedy Awards
  - Attrice più divertente a Whoopi Goldberg
  - Attrice non protagonista più divertente a Kathy Najimy
  - Candidatura Attrice non protagonista più divertente a Maggie Smith
- 1993 - Golden Screen
  - Golden Screen

## Sequel
Il successo del film portò i produttori a realizzare un sequel dal titolo Sister Act 2 - Più svitata che mai, realizzato nel 1993 e diretto da Bill Duke.
Dopo anni di dicerie su un altro possibile seguito, il 7 dicembre 2018 venne infine annunciato un terzo capitolo che verrà prodotto per il servizio streaming Disney+.